# Карнак (Франция)
Карна́к (фр. Carnac, брет. Karnag) — коммуна на северо-западе Франции, находится в регионе Бретань, департамент Морбиан, округ Лорьян, кантон Киброн. Расположена в 35 км к юго-востоку от Лорьяна и в 28  км к юго-западу от Вана, в 11 км от национальной автомагистрали N165, на побережье бухты Киброн.
Население (2019) — 4 236 человек.

## История
Территория коммуны Карнак была заселена по меньшей мере с V тысячелетия до нашей эры. Тумулус Сен-Мишель, созданный между 5000 и 3400 годами до нашей эры (в период неолита), имеет у основания длину 125 метров, ширину 60 метров и высоту 12 метров. Это место захоронения представителей элиты тогдашнего населения; в нем были обнаружены различные ценные погребальные предметы, в основном хранящиеся сейчас в Музее древней истории. В 1663 году на вершине тумулуса была возведена часовня, разрушенная в 1923 году и восстановленная в 1926 году. 
Всего на территории коммуны Карнак находится 2 934 менгира, образующие крупнейший в мире комплекс мегалитов.
Коммуны также известна своими протяженными пляжами, особенно популярными у любителей парусного спорта и виндсёрфинга.

## Достопримечательности
- Комплекс мегалитов «Карнакские камни»
- Музей древней истории
- Тумулус Сен-Мишель — курган IV-V тысячелетия до н.э. с часовней на вершине
- Церковь Святого Корнелия XVII-XVIII веков

## Экономика
Структура занятости населения:
- сельское хозяйство — 4,9 %
- промышленность — 3,8 %
- строительство — 6,3 %
- торговля, транспорт и сфера услуг — 64,1 %
- государственные и муниципальные службы — 21,0 %

Уровень безработицы (2018) — 16,6 % (Франция в целом —  13,4 %, департамент Морбиан — 12,1 %). 

Среднегодовой доход на 1 человека, евро (2018) — 24 500 (Франция в целом — 21 730, департамент Морбиан — 21 830).

## Демография
Динамика численности населения, чел.

## Администрация
Пост мэра Карнака с 2014 года занимает член партии Союз демократов и независимых Оливье Лепик (Olivier Lepick). На муниципальных выборах 2020 года возглавляемый им правый блок победил в 1-м туре, получив 65,52 % голосов.
| Период | Период | Фамилия        | Партия                         | Примечания                                                                              |
| ------ | ------ | -------------- | ------------------------------ | --------------------------------------------------------------------------------------- |
| 1964   | 1996   | Кристиан Бонне | Союз за французскую демократию | член Генерального совета департамента, министр, сенатор, депутат Национального собрания |
| 1996   | 1998   | Оливье Бюкен   | Союз за французскую демократию | чиновник высшего ранга, член Регионального совета Бретани                               |
| 1998   | 2001   | Франсис Тома   | Разные правые                  | офицер в отставке                                                                       |
| 2001   | 2004   | Жак Брюно      | Разные правые                  | управляющий компанией                                                                   |
| 2004   | 2010   | Мишель Граль   | Союз за народное движение      | депутат Национального собрания                                                          |
| 2010   | 2014   | Жак Брюно      | Разные правые                  | управляющий компанией                                                                   |
| 2014   |        | Оливье Лепик   | Союз демократов и независимых  | управленец                                                                              |

## Знаменитые уроженцы
- Закари Ле Рузик (1864-1939), археолог, специалист по мегалитам, один из создателей и директор Музея древней истории в Карнаке
- Эжен Гильвик (1907-1997), поэт, участник движения Сопротивления

## Галерея

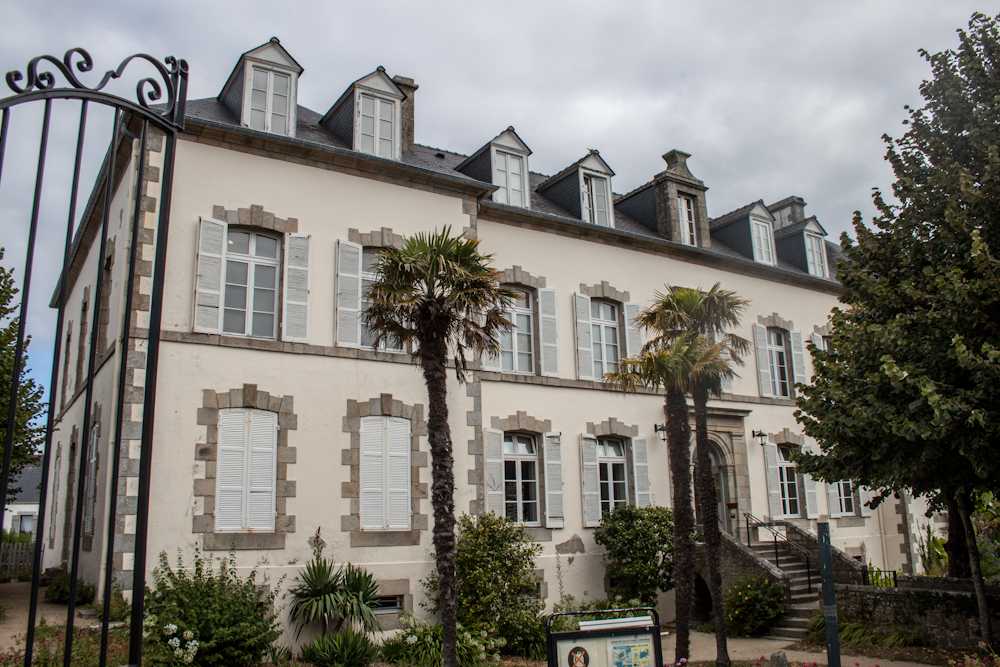
Музей древней истории
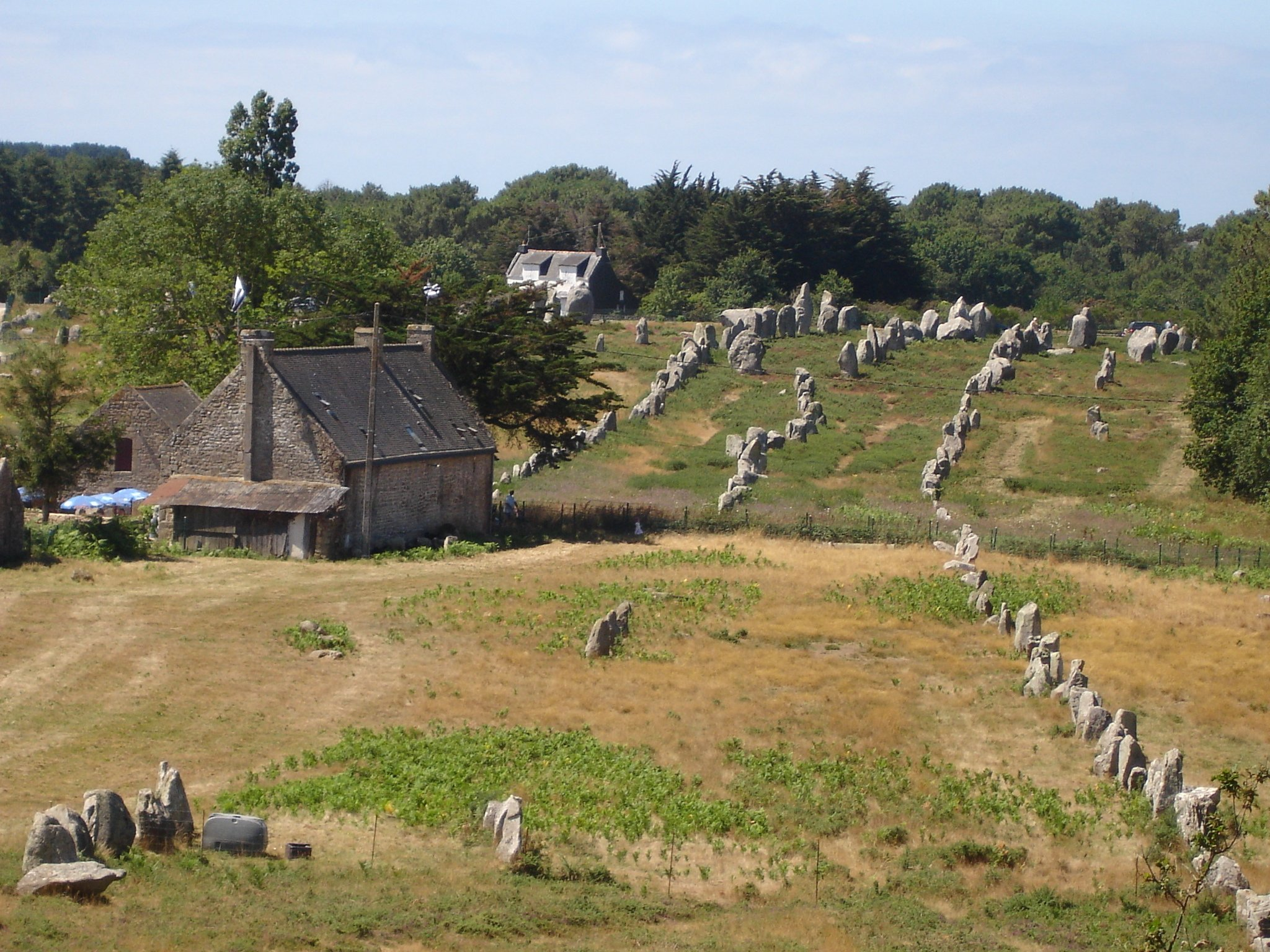
Аллея менгиров Кермарио
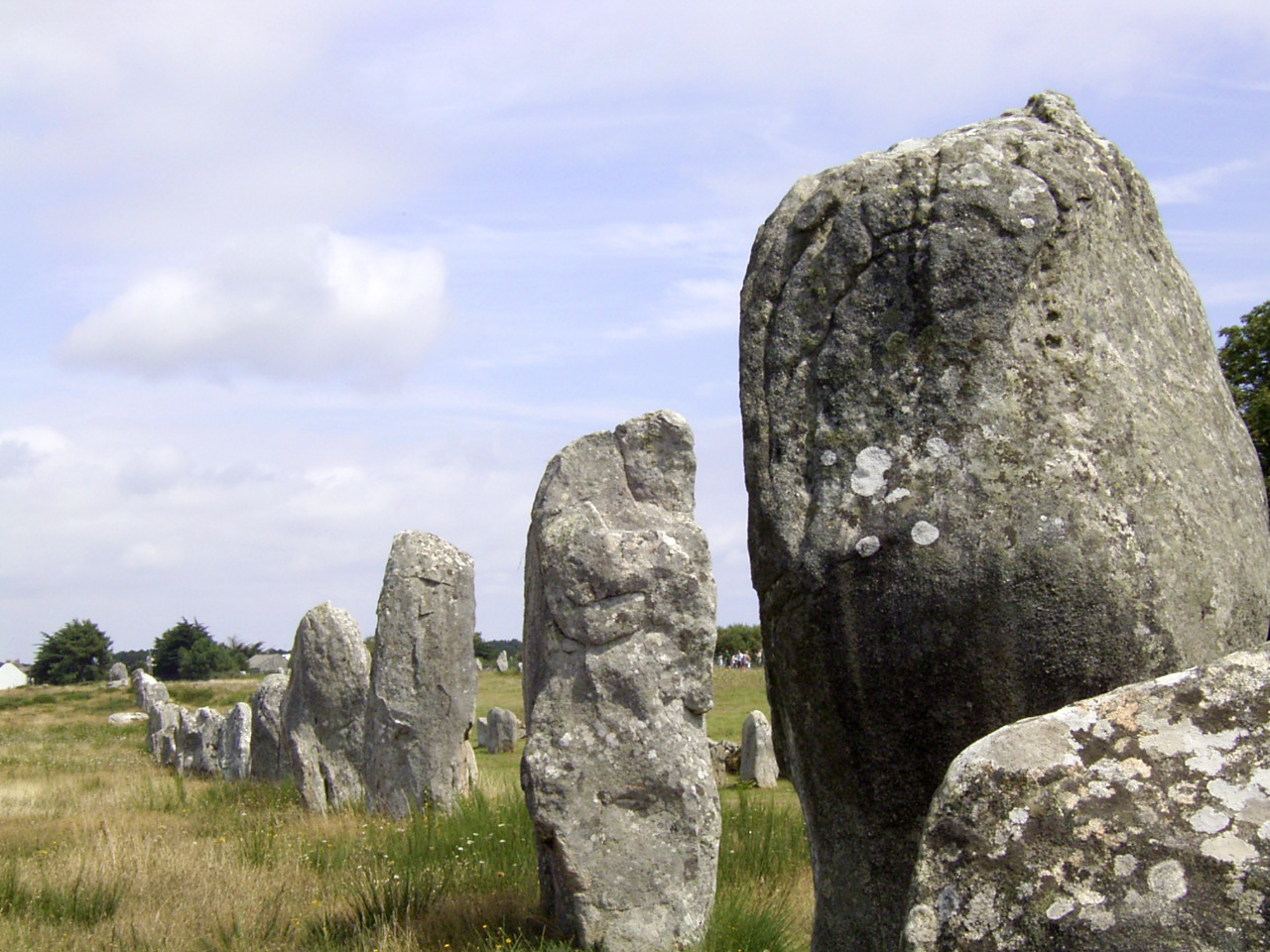
Аллея менгиров Менек
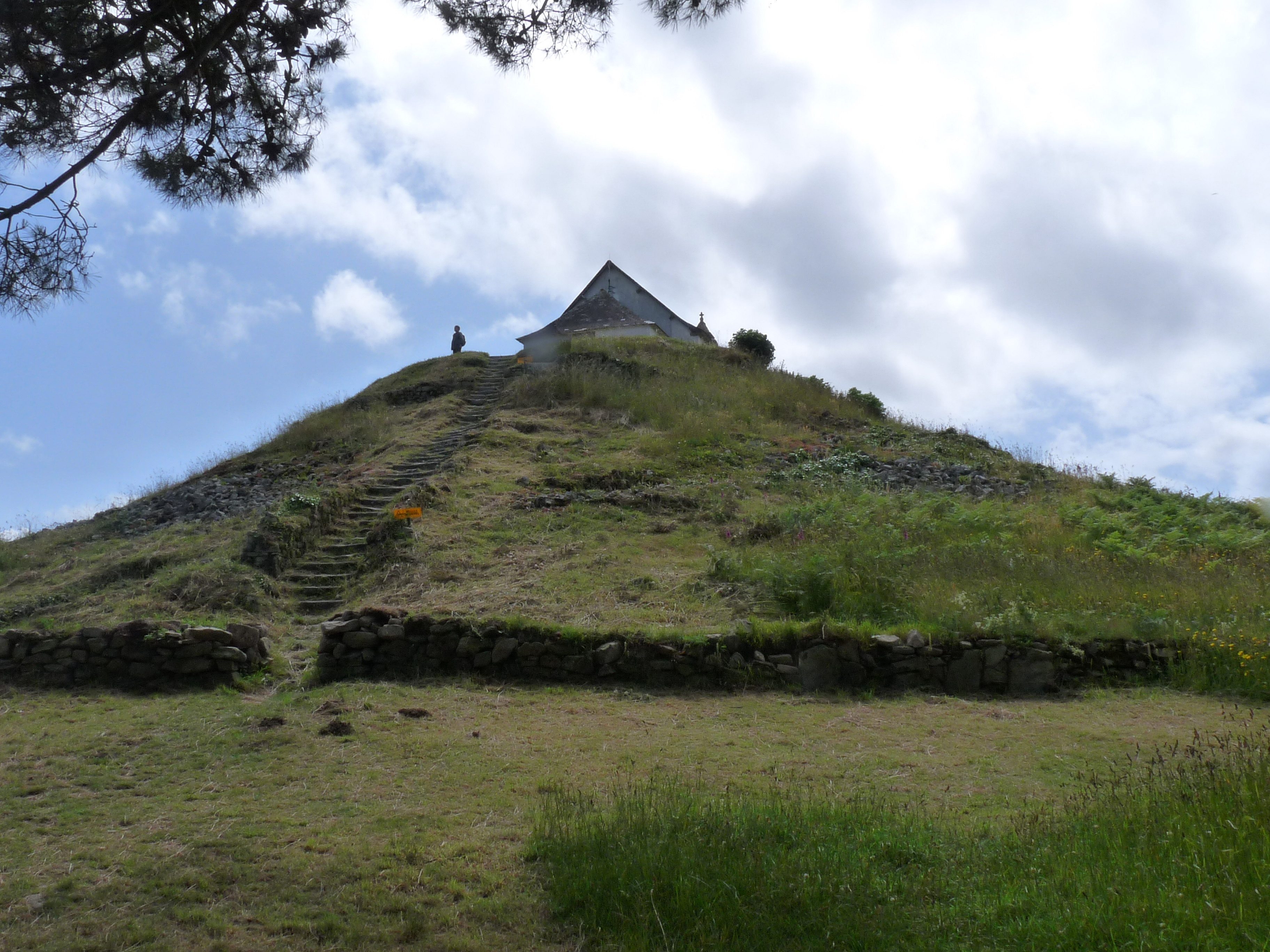
Тумулус Сен-Мишель
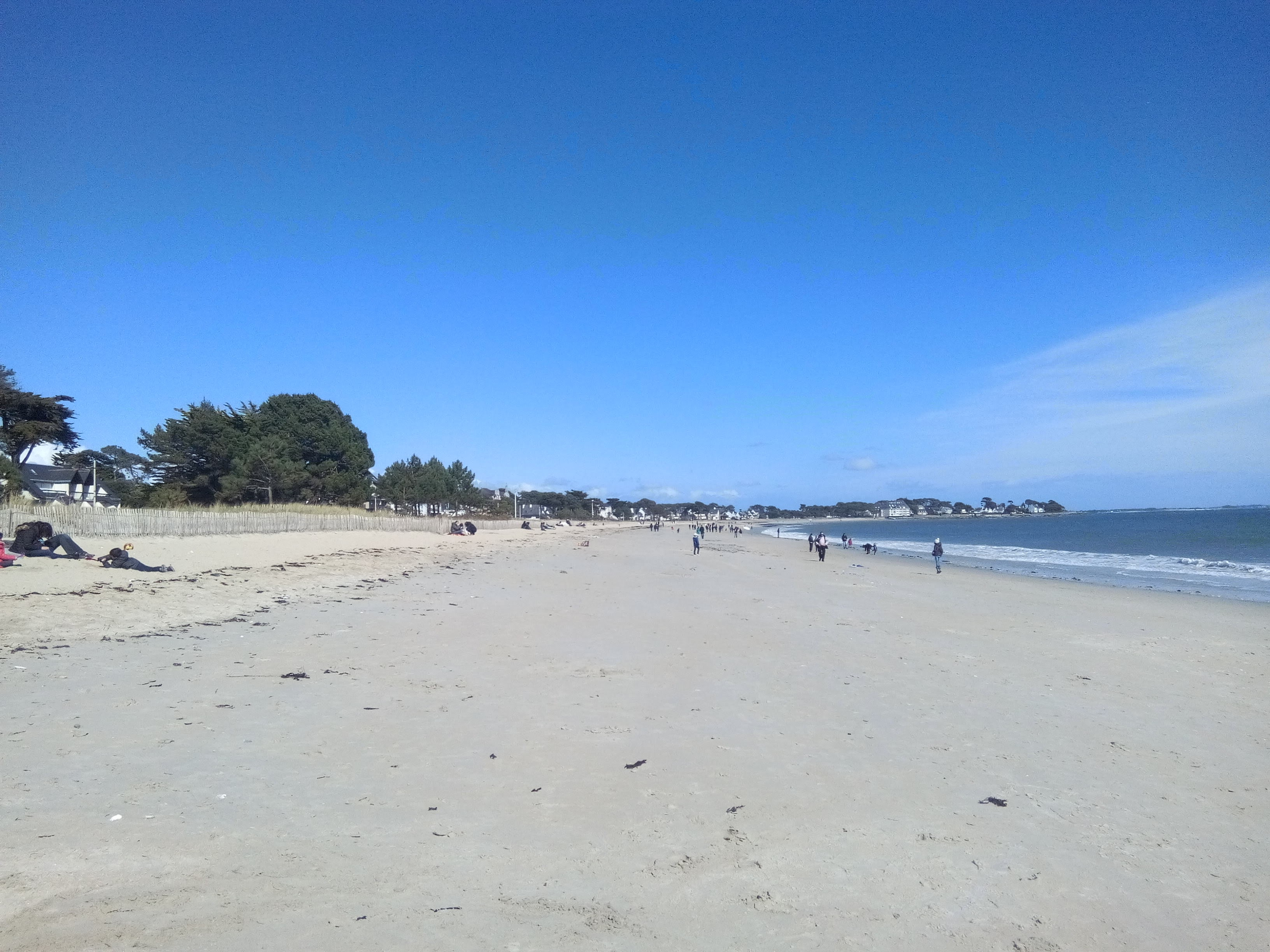
Большой пляж Карнака
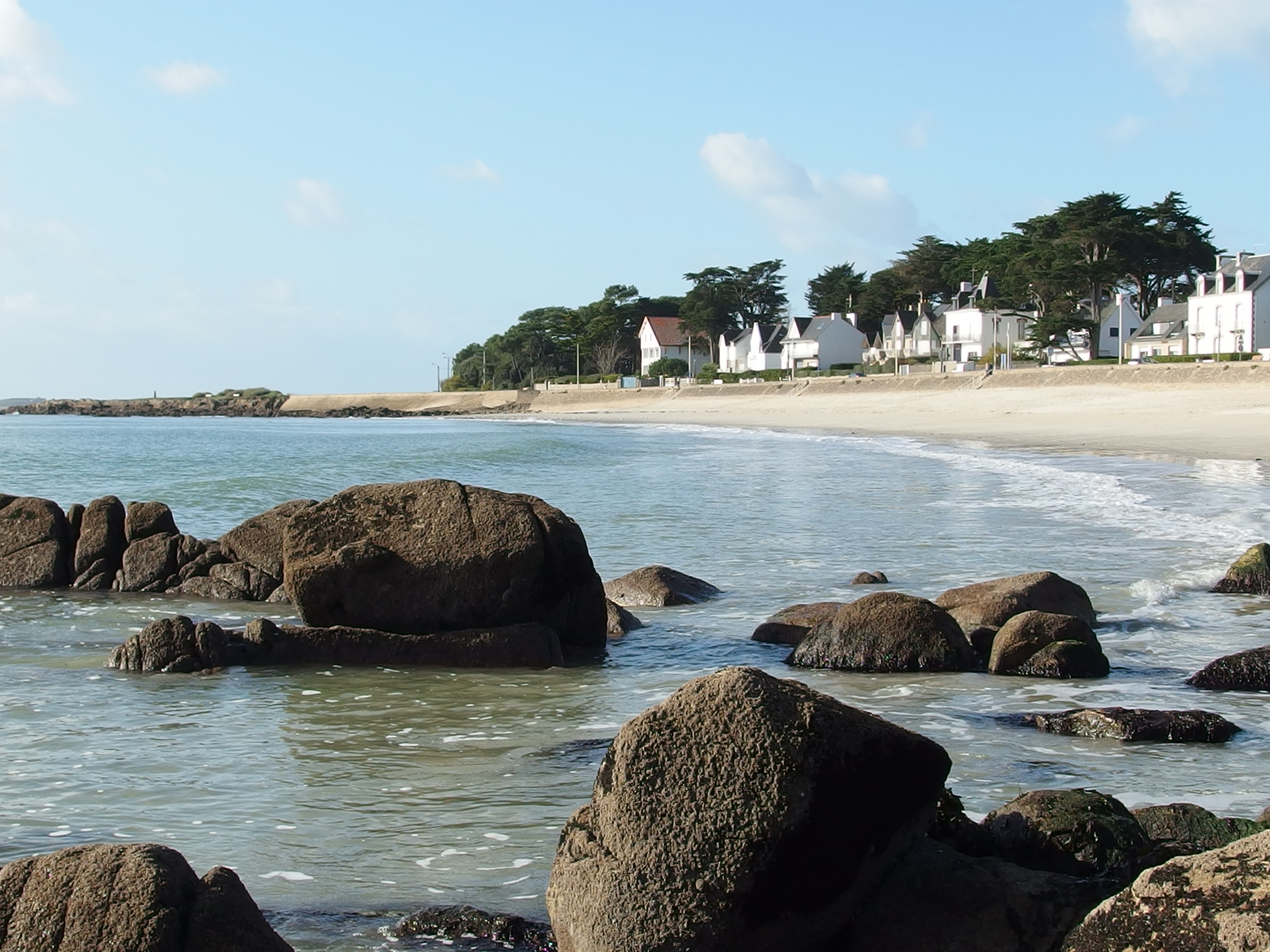
Пляж Леженес
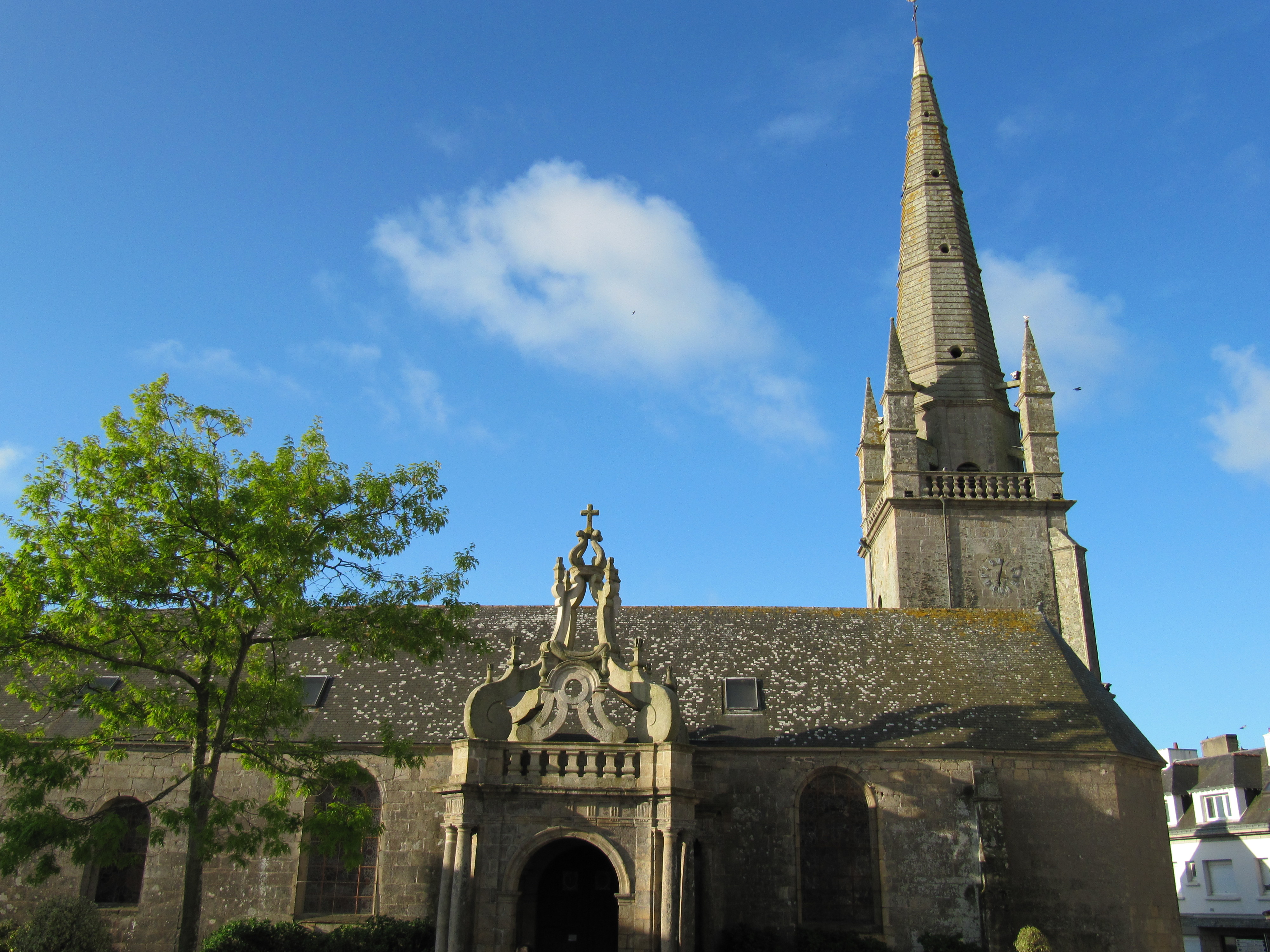
Церковь Святого Корнелия

1. 1 2  база данных о французских коммунах — Национальный географический институт Франции, 2015.
2. ↑  https://data.geopf.fr/telechargement/download/GEOFLA/GEOFLA_2-2_COMMUNE_SHP_LAMB93_FXX_2016-06-28/GEOFLA_2-2_COMMUNE_SHP_LAMB93_FXX_2016-06-28.7z — 2016.